# Josef Pröll
Josef Pröll (Stockerau, Baixa Àustria 1968) Fou president del Partit Popular d'Àustria (ÖVP), i Vice Canceller d'Àustria des del 2 de desembre de 2008 fins al 21 d'abril de 2011. Anteriorment també fou Ministre d'Agricultura (2003-2008).

## Biografia
Va néixer el 14 de setembre de 1968 a Stockerau a la regió de la Baixa Àustria. Va realitzar els seus estudis al Bundesrealgymnasium de la localitat de Hollabrunn entre 1978 i 1986, i més tard va estudiar economia agrícola a la Universitat de Viena. De jove s'afilià al conservador Partit Popular d'Àustria.
Va ésser Secretari d'estat d'Agricultura al govern de la Baixa Àustria, i un referent per a l'organització d'agricultors d'aquesta regió. Va treballar d'assistent per a l'eurodiputada Agnes Schierhuber. Va treballar com a cap de gabinet del Ministre Wilhelm Molterer.
El 28 de febrer de 2003, el Canceller Wolfgang Schüssel el nomenà Ministre d'Agricultura, convertint-se així en el ministre més jove del govern.
Després que el seu partit perdés les eleccions legislatives del 2006, Pröll va formar un grup crític al partit, d'una tendència més liberal, però sense abandonar les arrels conservadores del partit.

## Vicecanceller d'Àustria (2008-2011)
Després de les eleccions legislatives del 28 de setembre de 2008, en les que l'SPÖ tornà a guanyar, Pröll i el seu grup pressionaren a l'aleshores president del partit Wilhelm Molterer, perquè presentés la dimissió, aquest ja poc il·lusionat amb els resultats electorals dimití el 29 de setembre, i així Pröll es convertí en nou president del partit interinament. El 28 de novembre de 2008 al Congrés Nacional que va fer el seu partit va ser elegit president del seu partit amb el 89,6% dels vots dels delegats.
Després negocià amb els socialdemòcrates una gran coalició entre els dos partits, les converses prosperaren, el 2 de desembre de 2008 es convertí en Vicecanceller i Ministre de Finances del govern presidit per Werner Faymann.
Al març de 2011 Pröll després de sofrir dues trombosis va sofrir una embòlia pulmonar. Unes setmanes després, el 13 d'abril va presentar la dimissió dels càrrecs de Vicecanceller, Ministre de Finances i també com a líder del Partit Popular, al·legant motius de salut. La seva substitució al capdavant de les institucions es feu efectiva el 21 d'abril de 2011.